# Галерея (торговый центр)
Галерея — торгово-развлекательный центр, расположенный в центре Санкт-Петербурга, крупнейший торговый центр города с ежегодной посещаемостью 25-27 млн человек.

## История
Изначально, в 1990-х годах, на территории, впоследствии выделенной для строительства торгового центра, планировалось построить новый вокзал и деловой центр, однако эти планы не были реализованы из-за банкротства РАО «Высокоскоростные магистрали». В 2000 году ФГУП «ВПК-Инвест», которой была передана территория, заключила со строительной компанией «Бриз» договор о строительстве на данной территории коммерческого комплекса. По договору, строительство должно было завершиться в 2008 году, однако весной 2008 года оно только началось. Стоимость строительства составила около $500 млн, $338 млн из которых были взяты в кредит у «Сбербанка».
24 ноября 2010 года состоялось открытие торгового центра. На открытии присутствовали губернатор Санкт-Петербурга Валентина Матвиенко и председатель правления «Сбербанка» Герман Греф.
В 2012 году инвестиционный фонд Morgan Stanley приобрёл «Галерею» у структур «Казкоммерцбанка» за $1,1 млрд.
В январе 2020 года Morgan Stanley продал 49% «Галереи» арабскому фонду Mubadala. В 2023 году появлялись сообщения о возможной покупке Mubadala оставшихся 51% торгового центра.